# Arratzu
Arratzu és un municipi de Biscaia, a la comarca de Busturialdea-Urdaibai. És la localitat natal del periodista Manuel Leguineche.

## Barris
- Barroeta (21 hab.)
- Barrutia (49 hab.)
- Eleizalde (29 hab.)
- Gorozika (39 hab.)
- Loiola (69 hab.)
- Monte (2 hab.)
- Uarka (55 hab.)
- Zabala-Belendiz (57 hab.)
- Zubiate (32 hab.)